# Xanthosia stellata
Xanthosia stellata är en flockblommig växtart som beskrevs av J.M.Hart och Henwood. Xanthosia stellata ingår i släktet Xanthosia och familjen flockblommiga växter. Inga underarter finns listade i Catalogue of Life.